# OR13H1
Olfaktorni receptor 13H1 je protein koji je kod ljudi kodiran OR13H1 genom.
Olfaktorni receptori formiraju interakcije sa molekulima mirisa u nosu, čime se inicira neuronski respons koji izaziva percepciju mirisa. Oni su odgovorni za prepoznavanje i G proteinima posredovanu transdukciju mirisnih signala. Proteini olfaktornih receptora su članovi velike familije G protein spregnutih receptora (GPCR). Poput mnogih receptora za neurotransmitere i hormone, olfaktorni receptori imaju strukturu 7-transmembranskog domena. Oni su kodirani genima sa jednim eksonom. Geni olfaktornih receptora su najveća familija genoma. Nomenklatura gena i proteina olfaktornih receptora je nezavisna od drugih organizama.

## Literatura
- Parmentier M; Libert F; Schurmans S;  . (1992). „Expression of members of the putative olfactory receptor gene family in mammalian germ cells”. Nature. 355 (6359): 453—5. PMID 1370859. doi:10.1038/355453a0.
- Buck L, Axel R (1991). „A novel multigene family may encode odorant receptors: a molecular basis for odor recognition”. Cell. 65 (1): 175—87. PMID 1840504. doi:10.1016/0092-8674(91)90418-X.
- Vanderhaeghen P, Schurmans S, Vassart G, Parmentier M (1997). „Molecular cloning and chromosomal mapping of olfactory receptor genes expressed in the male germ line: evidence for their wide distribution in the human genome”. Biochem. Biophys. Res. Commun. 237 (2): 283—7. PMID 9268701. doi:10.1006/bbrc.1997.7043.
- Fuchs T; Malecova B; Linhart C;  . (2003). „DEFOG: a practical scheme for deciphering families of genes”. Genomics. 80 (3): 295—302. PMID 12213199. doi:10.1006/geno.2002.6830.
- Gilad Y, Bustamante CD, Lancet D, Pääbo S (2003). „Natural Selection on the Olfactory Receptor Gene Family in Humans and Chimpanzees”. Am. J. Hum. Genet. 73 (3): 489—501. PMC 1180675 . PMID 12908129. doi:10.1086/378132.
- Malnic B, Godfrey PA, Buck LB (2004). „The human olfactory receptor gene family”. Proc. Natl. Acad. Sci. U.S.A. 101 (8): 2584—9. PMC 356993 . PMID 14983052. doi:10.1073/pnas.0307882100.
- Ross MT; Grafham DV; Coffey AJ;  . (2005). „The DNA sequence of the human X chromosome”. Nature. 434 (7031): 325—37. PMC 2665286 . PMID 15772651. doi:10.1038/nature03440.

## Spoljašnje veze
- OR13H1+protein,+human на 